# توتيكوندا
توتيكوندا هي بلدة في مقاطعة كاغان في ولاية بخارى في أوزبكستان.